# Магејес, Бреча 124 ентре Сур 75.5 и Сур 76.2 (Ваље Ермосо)
Магејес, Бреча 124 ентре Сур 75.5 и Сур 76.2 (шп. Magueyes, Brecha 124 entre Sur 75.5 y Sur 76.2) насеље је у Мексику у савезној држави Тамаулипас у општини Ваље Ермосо. Насеље се налази на надморској висини од 19 м.

## Становништво
Према подацима из 2010. године у насељу су живела 3 становника.

### Хронологија
| Година       | 2005 | 2010 |
| ------------ | ---- | ---- |
| Становништво | 4    | 3    |

### Попис
| # | Индикатор                     | Вредност |
| - | ----------------------------- | -------- |
| 1 | Укупно домаћинстава           | 1        |
| 2 | Укупно насељених домаћинстава | 1        |
| 3 | Величина локације             | 1        |